# فيكتور روزن

البارون ڤيكتور رومانوڤيتش روزن (بالروسية: Виктор Романович Розен ؛ بالإنگليزية: Victor Romanovich Rosen ؛ عاش 21 فبراير 1849 – 10 يناير 1908) مؤسس الجمعية الجغرافية الروسية، ومن رعيل الرواد القدامي من المستشرقين الذين أولوا اهتماما خاصا إلى دراسة المخطوطات العربية وما يرد فيها من معلومات حول تاريخ روسيا. ويعود اليه الفضل في تعريف الأوساط العلمية الروسية بأعمال الطبري ولا سيما كتابه «تاريخ الرسل والملوك». كما ترجم العديد من الأعمال الهامة في البهائية والبابية من العربية والفارسية إلى الروسية. كما اكتشف سورة الملوك كما قالها بهاء الله.

## حياته
كان والده رومان رومانوفيتش روزن سفير الامبراطورية الروسية في اليابان.
وقد تخرج روزن من جامعة سانت بطرسبرغ الحكومية في عام 1870 ثم درس اللغة العربية في جامعة لايبزيغ الألمانية باشراف البروفيسور گ. فليشر. وفي عام 1872 ناقش روزن رسالة الماجستير «الشعر الجاهلي ونقده» والتحق بالعمل في قسم اللغة العربية في جامعة بطرسبورغ في العام ذاته. تولى في فترة 1881-1882 منصب مدير متحف آسيا. وفي عام 1883 ناقش اطروحة الدكتوراه في اللغة العربية وآدابها بعنوان «الإمبراطور فاسيلي قاهر البلغار: مقتطفات من كتاب يحيى الأنطاكي». وبعد ذلك تولى منصب بروفيسور في جامعة بطرسبورج وواصل القاء المحاضرات هناك حتى وفاته.
وفي فترة 1886 – 1890 كان روزن أستاذ اللغة العربية الوحيد في جامعة بطرسبورغ. وفي عام 1893 تولى منصب عميد كلية اللغات الشرقية في الجامعة.
قام روزن بدراسة المصادر العربية حول تاريخ روسيا، وعمل في تحقيق المخطوطات العربية والفارسية وشارك في إصدار الطبعة الدولية لكتاب «تاريخ الطبري».
في عام 1885 تولى روزين رئاسة القسم الشرقي في الجمعية الأثرية الروسية، وبدأت في عام 1896 بمبادرته إصدارات خاصة بهذا القسم. واستطاع ان يجذب إليها خيرة المستشرقين في روسيا ولهذا أصبحت تعتبر من أفضل إصدارات الدراسات الشرقية في أوروبا آنذاك.
ويرتبط باسم روزن تأسيس مدرسة الاستشراق الروسية. وتتلمذ على يديه مستشرقون ومستعربون بارزون مثل ف. بارتولد ون.مار وكراتشكوفسكي ون. ميدنيكوف وأرشميدت وس. اولنبورغ وف. جوكوفسكي وف. غولينيتشيف ون. كاتانوف وغيرهم. وكتب المستعرب ميدنيكوف في ذكرياته عنه يقول: «يعرف الجميع أن جهود فيكتور رومانوفيتش التعليمية لم تقتصر على نشاطه في الجامعة. فقد كان يزور بيته ياستمرار لا مريدوه فقط بل والطلاب السابقون أيضاً، وكان يضع أمامهم كنوز معارفه، ويوجه دراساتهم، ويصحح أعمالهم المكتوبة، ويضحي بوقته الذي كان بوسعه أن يكرسه لكتابة بحوثه ومؤلفاته نفسه».